# Agamopsyche threnodes
Agamopsyche threnodes är en fjärilsart som beskrevs av Perkins 1905. Agamopsyche threnodes ingår i släktet Agamopsyche och familjen Epipyropidae. Inga underarter finns listade i Catalogue of Life.